# Кутирьова Олена Володимирівна
Олена Володимирівна Аросєва (до шлюбу Кутирьова; нар.. 12 березня 1984, Арзамас-16, Горьковська область, Російська РФСР, СРСР) — російська акторка театру і кіно.

## Життєпис
Народилася 12 березня 1984 року в закритому місті Арзамасі-16 (нині — Саров) Горьківської області Російської РФСР. У є сестра Оксана (нар. 1979), яка працює фармацевткою в Сарові, і брат Павло (нар. 1989), який закінчив інститут інформатики в Москві.
В юності багато займалася спортом: була чемпіонкою рідного міста з кросу, потім захопилася плаванням, аеробікою. Крім того, відвідувала вокальну студію і дев'ять років займалася танцями.
Загальноосвітню середню школу закінчила зі срібною медаллю.
До дев'ятого класу школи мріяла стати перекладачкою іспанської, але, навчаючись у старших класах, почала відвідувати театральну студію, де викладала Емма Іванівна Арсеньєва, Заслужена артистка Російської Федерації, акторка міського драматичного театру. Вона і прищепила дівчині інтерес до професії акторки, а також підготувала її до вступних іспитів у театральний виш, куди Олена вступила з першої спроби.
У 2005 році закінчила акторський факультет Школи-студії МХАТ (керівник курсу — Костянтин Аркадійович Райкін).
З 2003 по 2013 роки служила в трупі Російського державного театру «Сатирикон» імені Аркадія Райкіна в Москві.

### Особисте життя
- Чоловік — Дмитро Дмитрович Аросєв (нар. 31 березня 1983), актор театру і кіно, внучатий племінник народної артистки РРФСР Ольги Олександрівни Аросєвої (1925—2013). Олена та Дмитро познайомилися в 2006 році на зйомках другого сезону телесеріалу «Моя Прєчістєнка». Одружилися в 2008 році[4].
  - Син — Данило (нар. 2010)[4].
  - Син — Іван (нар. 2014)[4].

## Творчість

### Ролі в театрі

#### Російський державний театр «Сатирикон» імені Аркадія Райкіна (Москва)
- 2003 — «Ай да Пушкін!» (за казками Олександра Пушкіна, режисер — Марина Бруснікіна, прем'єра — 2 грудня 2003 року) — Ткаля / Принцеса[5]
- 2004 — «Країна любові» (за п'єсою «Снігуронька» Олександра Островського, режисер — Костянтин Райкін, прем'єра — 1 жовтня 2004 року) — Весна-красна[6][7]
- 2006 — «Випадок» (за комедійною п'єсою «Кумедний випадок» Карло Гольдоні, режисер — Марина Бруснікіна, прем'єра — 12 січня 2006 року) — Жанніна, донька голландського купця Філіберта[8][9]
- 2007 — «Бальзамінов» (за п'єсами «Святковий сон до обіду», «Свої собаки гризуться, чужа не приставай!» та «За чим підеш, то й знайдеш» («Одруження Бальзамінова») Олександра Островського, режисерка — Марина Бруснікіна, прем'єра — 9 лютого 2007 року) — Домна Євстигнівна Белотелова[10][11]

#### «Молодіжний театральний проект»
- 2009 — «Пітер Пен» (за казками про Пітера Пена Джеймса Баррі, режисер — Наталія Семенова) — Венді Дарлінг
- 2010 — «Москва-Пєтушки» (за поемою «Москва — Пєтушки» Венедикта Єрофєєва, режисерка — Наталія Семенова) — кохана Вєнічки

#### «Інший театр»
- 2014 — «Музика для товстих» (комедія-буф, автор і режисер — Петро Гладилін) — Антоніна Чумакова, умнічка[12][13]

### Фільмографія
1. 2004—2013 — «Кулагін і партнери» — епізоди
2. 2005 — Люба, діти та завод… — Лара
3. 2005 — Чорна богиня — Вікторія, медсестра
4. 2005 — Рубльовка Live —
5. 2006 — Закон і порядок. Відділ оперативних розслідувань (фільм № 7 «Спостереження») — Наталія Васильєва
6. 2006 — Екстрений виклик (фільм № 4 «Смертельний діагноз») — Наталія Ряхова
7. 2006 — Проклятий рай — Євгенія
8. 2006—2007 — Моя Прєчістєнка 2 — Агнія
9. 2007 — Терміново в номер (фільм № 4 «Мітка Вуду») — Світлана Резон
10. 2007 — Нульовий кілометр — «Ховрах»
11. 2007 — Незнайома земля — Мирослава
12. 2007 — Затемнення — Ольга Мловидова
13. 2007 — Таксистка (4-й сезон) — епізод
14. 2008 — Віртуальна Аліса —
15. 2008 — Проклятий рай (2-й сезон) — Євгенія
16. 2008 — Загін — Олеся
17. 2008 — Одна ніч кохання — Олена Воронцова, дворянка
18. 2008 — Райські яблучка — Катя
19. 2009 — Останній кордон — Ірина Кульбаба, донька лісничого (головна роль)
20. 2009 — Сільський романс — Єгорова Катерина Іванівна, вчителька молодших класів у школі в селі Веселово, наречена Андрія, тітка Олексія (головна роль)
21. 2009 — Будинок на Озерній — Танечка, медсестра
22. 2009 — Райські яблучка. Життя триває — Катя
23. 2009 — найкраща бабуся —
24. 2009 — Ланцюг — Дар'я
25. 2010 — Будинок зразкового утримання — Ольга Затєвахіна
26. 2010 — Хімік — Ольга Мілованова, наречена Михайла
27. 2011 — Останній кордон. Продовження — Ірина Кульбаба, дочка лісничого (головна роль)
28. 2012 — Поки цвіте папороть — Світлана, сестра Леоніда
29. 2012 — Без строку давності (15-та серія «Листи з минулого») — Зоя Білозерська
30. 2013 — Запаковані — Ганна
31. 2013 — Департамент — Олександра, дружина Зеленова
32. 2014 — Посмішка пересмішника — Вікторія Олександрівна Кравцова (у шлюбі — Кручиніна) (головна роль)[14]
33. 2016 — З Сибіру з любов'ю — Олена Вирупаєва, дружина Максима
34. 2016 — Козаки — Світлана Петрова
35. 2016 — Ненавиджу — Ганна Миколаївна Селіверстова, перукарка (головна роль)
36. 2016 — Чуже щастя — Людмила Давидова (Люся), дружина Ігоря (головна роль)
37. 2016 — Пляж. Жаркий сезон — Дарина Жукова
38. 2017 — Розплата — Лариса Григорівна Краснова, мати Тетяни (головна роль)
39. 2017 — Свідоцтво про народження — Ольга, музейна працівниця у провінційному місті, дружина Ігоря, мати Юлі (головна роль)
40. 2018 — Шукачка-2 — Валерія Полянська
41. 2018 — Катькине поле — Маргарита (головна роль)
42. 2018 — Пляж. Жаркий сезон — Даша Жукова
43. 2018 — Чужа — Катя Полякова (головна роль)
44. 2019 — Біловоддя. Таємниця загубленої країни — Світлана, сестра Леоніда